# مهرجان كناوة وموسيقى العالم
مهرجان كناوة وموسيقى العالم هو مهرجان ينظم كل سنة في الصويرة - المغرب، ويقدم هذا المهرجان، عروضاً موسيقية فريدة من نوعها، تروج لموسيقى كناوة وللموسيقى العالمية والتقليدية، وتُعزز ثراء التراث الموسيقي العالمي. ويشارك في هذا المهرجان العديد من المعلميين الكناويين والفنانين العالميين. ويستقطب خلال تنظيمه ما بين 000 250 و 000 400 زائر. ويمتد هذا المهرجان لمدة 3 أيام، كما يعرف خلال فترة تنظيمه تغطية إعلامية كبيرة وطنية ودولية.

## المهرجان
يتم تنظيم السهرات والليلات خلال فترة المهرجان في أماكن مختلفة بمدينة الصويرة، ومنها:
- منصة مولاي الحسن: توجد هذه المنصة بين الشاطئ والمدينة العتيقة، وهي معدة لجمع أكبر عدد ممكن من المتفرجين.
- منصة الشاطئ
- برج باب مراكش
- الزاوية العيساوية، وتقام فيها الليلات التي يحييها المعلمين الكبار
- دار الصويري، وهو رياض شيد في 1907 داخل أسوار المدينة العتيقة، وكان مقراً للسلطات الإقليمية إبان عهد الحماية، وهو اليوم مقر جمعية الصويرة موغادور وفضاء مخصص للأنشطة الثقافية.
- دار لوبان

## روابط خارجية
- مهرجان كناوة وموسيقى العالم على موقع ميوزك برينز (الإنجليزية)